# Controllore del traffico aereo

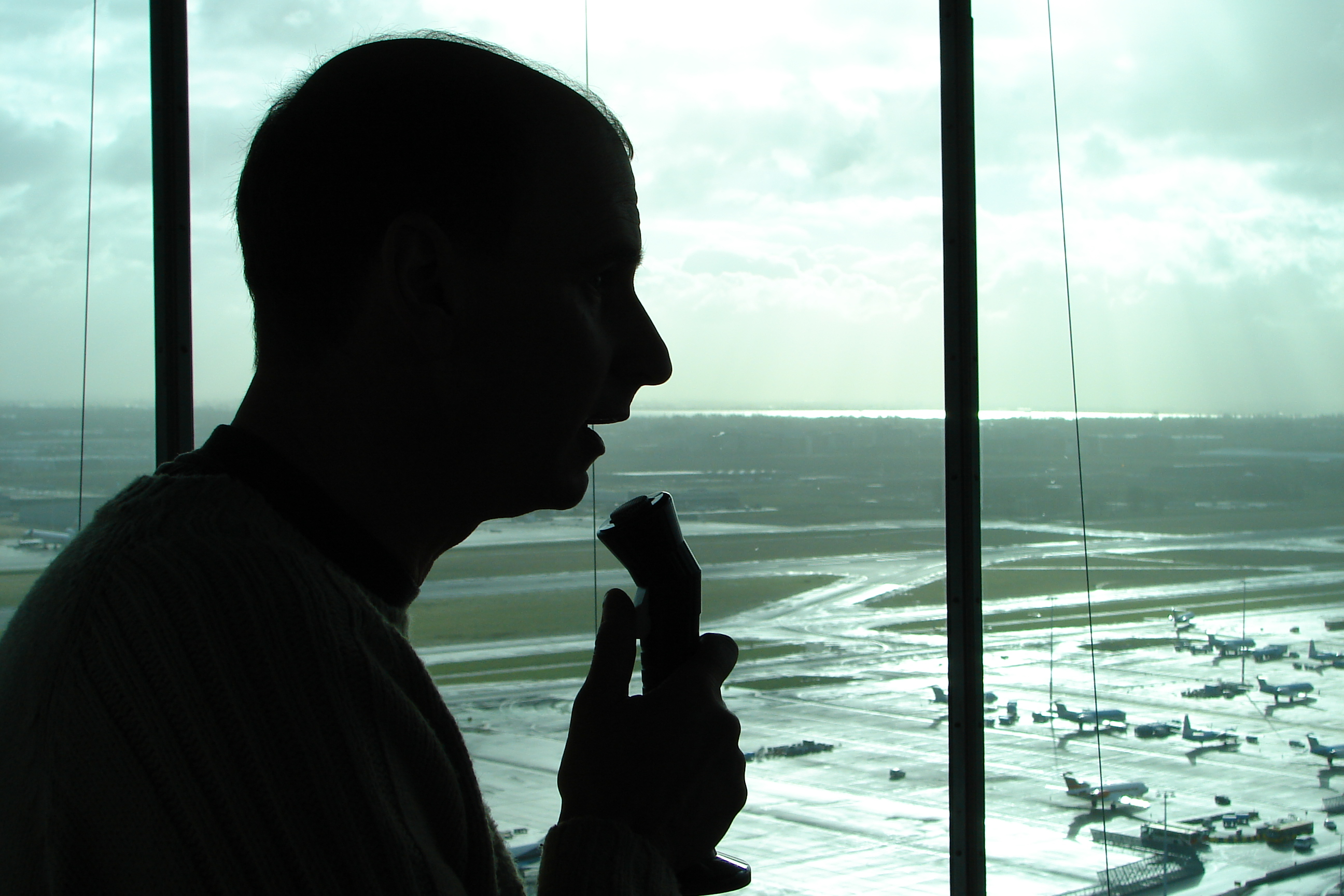
Controllore del traffico aereo di torre.

I controllori del traffico aereo (CTA), indicati impropriamente anche come "controllori di volo" o "uomini radar", sono professionisti che si occupano della fornitura dei servizi del traffico aereo negli spazi aerei di tutto il mondo, con lo scopo di mantenere un sicuro, spedito e ordinato flusso del traffico aereo.

## Requisiti compiti e caratteristiche
Il principale compito che i CTA sono chiamati a svolgere è quello di monitorare costantemente posizione, velocità e altitudine degli aeromobili, assistendo, istruendo ed autorizzando l'equipaggio di condotta in accordo a specifiche regole di separazione allo scopo di mantenere gli aeromobili a distanza di sicurezza gli uni dagli altri, tanto in volo quanto al suolo. Tra gli altri compiti, i CTA sono anche responsabili della gestione delle emergenze e dell'attivazione del piano di emergenza aeroportuale in caso di incidente. 
La lingua normalmente utilizzata nelle comunicazioni tra CTA ed equipaggio di condotta degli aeromobili è la lingua inglese, per la quale tutti i professionisti del settore devono essere certificati, a prescindere dalla posizione geografica e da quale sia la lingua madre di entrambi. È previsto l'uso della lingua locale o di qualsiasi altra lingua conosciuta da entrambe le parti solo quando ritenuto necessario per la sicurezza, allo scopo di evitare fraintendimenti. 
La professione dei CTA è altamente specializzata, richiede elevate conoscenze capacità e competenze; può notoriamente essere stressante in funzione di numerose variabili (volumi di traffico, situazione meteorologica, avarie, etc), ed è globalmente considerata come una delle professioni più mentalmente impegnative a causa delle responsabilità elevate e della necessità di prendere numerose decisioni in tempo reale in scenari altamente dinamici. 
Tra i principali vantaggi di questa professione vi sono generalmente salari elevati, un ridotto numero di ore di lavoro (articolate su turni), ed un grado di autonomia senza pari in altre professioni.

## Tipologie
A seconda delle specifiche abilitazioni e del servizio che sono chiamati a fornire, i CTA si possono suddividere in tre tipologie principali:
- Controllore di torre (TWR) - lavora nelle torri di controllo degli aeroporti gestendo tutto il traffico al suolo, in pista, e nelle immediate vicinanze dell'aeroporto.
- Controllore di avvicinamento (APP) -  lavora in appositi locali delle torri di controllo o presso i centri di controllo d'area gestendo l'instradamento da e verso le aerovie, separando arrivi e partenze, e impostando le sequenze di arrivo con l'opportuno spaziamento tra successivi aeromobili.
- Controllore d'area (ACC) - lavora nei centri di controllo d'area gestendo il traffico in rotta lungo le aerovie.

Ogni CTA è titolare di una licenza che attesta le abilitazioni conseguite a seguito di un iter addestrativo e specifici esami, che vanno periodicamente rinnovate. Ogni abilitazione prevede inoltre specifiche specializzazioni (ad esempio per l'utilizzo del radar, sempre più diffuso ma non universale, come strumentazione ausiliare). Normalmente un singolo controllore possiede più abilitazioni e specializzazioni e, a seconda dei servizi forniti nell'impianto in cui lavora, potrebbe alternarsi in diverse posizioni operative in turni differenti o nell'arco dello stesso turno. 
A seguito di una progressiva smilitarizzazione iniziata negli anni '80, il servizio controllo del traffico aereo nello spazio aereo italiano è fornito da ENAV e solo in parte, soprattutto in ambito militare, dall'Aeronautica Militare italiana. Esistono quindi sia dei CTA civili che dei CTA militari, con questi ultimi che sono chiamati a gestire anche il traffico civile che opera negli aeroporti militari aperti al traffico civile (ad esempio l'aeroporto di Trapani, l'aeroporto di Pisa, o in passato l'aeroporto di Roma-Ciampino la cui torre di controllo è poi stata presa in carico da ENAV).
Il servizio di controllo d'area per il traffico civile è fornito esclusivamente da Enav per l'intero spazio aereo italiano tramite i centri di controllo d'area di Roma, Milano, Padova e Brindisi. 
Ogni centro di controllo suddivide lo spazio aereo di competenza in più settori (la suddivisione è variabile in funzione delle previsioni di traffico e della domanda reale), e ogni settore di spazio aereo prevede due posizioni operative:
- il controllore executive, in contatto radio con gli equipaggi di condotta degli aeromobili
- il controllore planner, che si occupa di assistere il collega e dei coordinamenti con altri settori o enti di controllo

## Formazione e carriera in Italia
L'iter formativo di un controllore del traffico aereo varia profondamente a seconda che si scelga la strada civile o quella militare. 

### Controllori civili
Mediante selezioni pubbliche periodiche, ENAV individua dei candidati idonei per essere avviati ai corsi basici "ab initio" finalizzati al conseguimento della licenza di controllore del traffico aereo (normalmente con le abilitazioni di controllore di torre e di controllore radar di avvicinamento) e si svolge presso l'Academy ENAV di Forlì.
Il corso basico, che prevede una borsa di studio, ha una durata di circa 13 mesi (più uno stage intermedio di circa un mese da effettuare in uno degli impianti ENAV) e si articola in 7 fasi:
- materie propedeutiche (meteorologia, radartecnica, AIS, ATFCM, principi del volo, legislazione aeronautica, navigazione aerea, equipaggiamenti e sistemi, informatica, telecomunicazioni aeronautiche, lingua inglese)
- Teoria ATC (Air Traffic Control)
- Controllo di aerodromo (ADI)
- Radar di aerodromo (ADI-RAD)
- Stage formativo presso una torre di controllo operativa
- Avvicinamento procedurale (APP)
- Avvicinamento radar (APS-RAD)

Durante il corso vengono ampiamente impiegati sofisticati simulatori che permettono l'apprendimento e la verifica delle tecniche operative in uno scenario altamente verosimile. 
Gli allievi che completano con successo il corso ottengono una licenza di studente controllore del traffico aereo, grazie alla quale sono abilitati ad operare in scenari reali con l'assistenza e la supervisione di un istruttore, e vengono quindi assegnati agli impianti operativi presso i quali dovranno completare un ulteriore iter addestrativo (della durata minima di 3 mesi) che li condurrà a sostenere un esame di abilitazione finale e quindi a ottenere la licenza definitiva rilasciata da ENAC, con la conseguente assunzione a tempo indeterminato da parte di ENAV.
I controllori già in possesso di licenza con abilitazioni TWR o APP che vengono assegnati ad un ACC conseguono in loco una prima abilitazione come CA (Controllore Assistente, che opera sulla frequenza del centro informazioni volo - Flight Information Center) nelle more di un successivo iter addestrativo addizionale della durata di circa 5 mesi presso l'Academy, finalizzato al conseguimento dell'abilitazione come controllore radar d'area. Questo corso si articola in 2 fasi:
- radar d'area (ACS-RAD)
- avvicinamento radar di terminale (ACS-TCL)

Superato il corso, i controlli rientrano sull'impianto e conseguono, con ulteriore addestramento sul campo, le abilitazioni di controllore planner, controllore executive ed eventualmente, in genere dopo qualche anno, controllore arrivi/partenze (figura presente solo negli ACC di Milano e Roma).
L'esperienza e la propensione personale potranno portare il controllore a ricoprire altre posizioni di servizio all'interno dell'ACC, quali quella di supervisore o caposala, fino anche a raggiungere ruoli dirigenziali. 

### Controllori militari
Le modalità di reclutamento sono quelle previste dal bando di concorso pubblicato sulla Gazzetta Ufficiale. Successivamente all'arruolamento, ed ai previsti corsi di formazione militare, si viene avviati ad un corso di qualificazione basica dove lo sviluppo, l'articolazione ed i contenuti istruzionali del corso, per la parte GAT (traffico aereo generale), sono conformi a quanto previsto dal documento EUROCONTROL "Common Core Content".
In seguito del corso basico, si ottiene la licenza di studente CTA, emessa in conformità con i disposti del D.Lgs. 118/08 e modifiche successive dall'ENAC.
Il corso aerodromo e tutti gli altri corsi inerenti al controllo del traffico aereo, viene svolto presso il reparto addestramento controllo spazio aereo (RACSA) di Pratica di Mare (RM) che rappresenta un centro di eccellenza della forza armata essendo l'unico istituto di formazione deputato a svolgere queste mansioni formative. Il personale istruttore operante presso l'istituto è in possesso di specifiche abilitazioni e di una vasta esperienza operativa svolta presso i reparti di F.A. in conformità a quanto stabilito dal Regolamento comunitario n 805 del 2011. 
Il corso prevede di massima le seguenti materie:
- lingua inglese
- legislazione aeronautica e sicurezza volo
- teoria ATC
- meteorologia
- navigazione aerea
- aeromobili e principi del volo
- fattori umani
- telecomunicazioni (apparati ed informatica)
- tecnica operativa
- normativa e procedure per il traffico aereo operativo

Terminato il corso ed ottenuta la licenza di studente CTA, il Controllore militare viene inviato presso un Ente operativo dove acquisirà le reali competenze pratiche per poter operare (abilitazione). Terminato il tirocinio otterrà la licenza di controllore del traffico aereo, rilasciata dall'ENAC in conformità con il D.Lgs. 118/08.